# France Inter
France Inter is de eerste Franse publieke radiozender van de omroep Radio France.
France Inter zendt uit op de FM-band met een zeer goede dekking in Frankrijk, op het internet en via de satelliet. Buiten Parijs is de zender nog niet via DAB(+) te ontvangen.
De directeur van France Inter is sinds 2009 Philippe Val.

## Geschiedenis
In 1945 begon de American Forces Network (AFN) met uitzenden op de middengolf op 610 kHz met een sterkte van ongeveer 10 kilowatt vanaf Rueil-Malmaison. Op 31 december 1946 stopte de AFN hiermee en droeg de zender over aan de Franse Radiodiffusion française (RDF), nu Radio France genaamd. Het programma dat door de RDF werd uitgezonden heette aanvankelijk Club d'Essai. In februari 1947 werd de naam Paris-Inter, zo genoemd omdat het toen alleen in de regio van Parijs goed te horen was.
Op 29 december 1957, werd Paris-Inter herdoopt tot France I en zond vanaf toen 24 uur per dag uit. In 1963 veranderde de naam vervolgens in RTF Inter. Op 8 december 1963 ten slotte werd de naam France Inter.
Vanaf 1 januari 1975 is France Inter onderdeel van de publieke radio-omroep Radio France, na de opsplitsing van de publieke omroep ORTF.

### Slagzinnen
- 1975 - 1987 « Écoutez la différence » (Hoor het verschil)
- 1987 - 1995 « Plus haut la radio ! » (Meer achting voor de radio)
- 1995 - 2001 « Écoutez, ça n'a rien à voir » (Luister, het heeft er niets mee van doen)
- 2001 - 2005 « Au début ça surprend. Après aussi » (Het verrast in het begin, maar ook daarna)
- 2005 - 2008 « Qu’allez-vous découvrir aujourd’hui ? » (Wat gaat u vandaag ontdekken?)
- 2008 - 2012« France Inter, la différence » (France Inter is anders)
- sinds 2012 « France Inter. La voix est libre » (France Inter. Het vrije woord)

## Lange golf
France Inter was tot einde 2016 te beluisteren op de lange golf op 162 kHz (1852 m) van de zender Allouis, waarvan het signaal goed werd ontvangen in Frankrijk en ook in de buurlanden waaronder België en Nederland maar ook in Noord-Afrika. Vanwege het hoge energieverbruik, de lage audiokwaliteit en het zeer geringe aantal luisteraars dat nog via de lange golf luisterde, is de doorgifte van France Inter op de lange golf eind 2016 uitgeschakeld. France Inter is in België en Nederland echter nog steeds te ontvangen via het internet en de satelliet.